# Clearbrook
Clearbrook is een plaats (city) in de Amerikaanse staat Minnesota, en valt bestuurlijk gezien onder Clearwater County.

## Demografie
Bij de volkstelling in 2000 werd het aantal inwoners vastgesteld op 551. In 2006 is het aantal inwoners door het United States Census Bureau geschat op 540, een daling van 11 (-2,0%).

## Geografie
Volgens het United States Census Bureau beslaat de plaats een oppervlakte van 1,2 km², geheel bestaande uit land. Clearbrook ligt op ongeveer 411 m boven zeeniveau.

## Plaatsen in de nabije omgeving
De onderstaande figuur toont nabijgelegen plaatsen in een straal van 24 km rond Clearbrook.